# Macrogynoplax truncata
Macrogynoplax truncata és una espècie d'insecte plecòpter pertanyent a la família dels pèrlids.

## Descripció
- Les femelles adultes conservades en alcohol són de color blanc (tot i que, probablement, foren verdes en vida), les seues ales anteriors fan 12 mm de llargària i la placa subgenital és truncada.[5]

## Distribució geogràfica
Es troba a Sud-amèrica: el Perú.